# 入間市駅

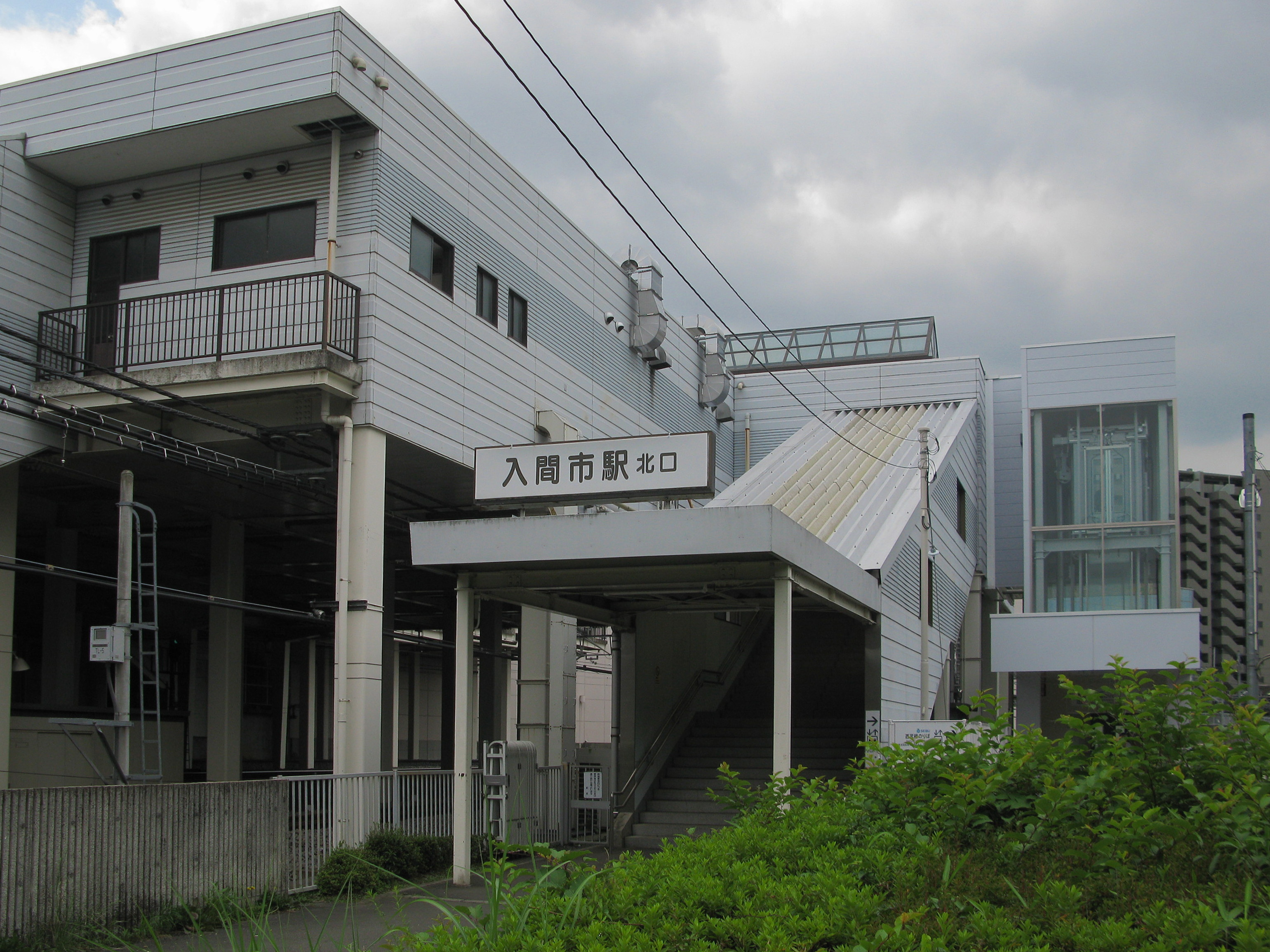
北口（2012年6月）

入間市駅（いるましえき）は、埼玉県入間市河原町にある、西武鉄道池袋線の駅である。駅番号はSI23。

## 歴史
- 1915年（大正4年）4月15日 - 豊岡町駅（とよおかまちえき）として開業。
- 1967年（昭和42年）4月1日 - 前年11月1日の市政施行に伴い、入間市駅に改称。
- 1974年（昭和49年）4月27日 - 新ホームおよび橋上駅舎使用開始。
- 1983年（昭和58年）12月28日 - 南口交通広場利用開始[1]。
- 1992年（平成4年）5月12日 - 橋上駅舎改築使用開始。
- 1993年（平成5年）
  - 4月1日 - ペデストリアンデッキ完成。
  - 9月11日[2] - 駅構内改良工事完了、ホーム3面4線化。
  - 9月22日 - 駅ビル「西武入間PePe」オープン[3]。
  - 12月6日 - 待避設備の使用開始に伴い停留場から停車場に昇格。特急列車の停車駅に加わる[3]。
- 2011年（平成23年）4月28日 - 定期券売場の営業が終了。
- 2016年（平成28年）4月16日 - 発車メロディを「茶摘み」に変更[4][5]。
- 2019年（平成31年）3月15日 - この日をもって1番ホームが使用停止、特急券回収終了。翌16日から下り特急は2番ホームで客扱いを行う。

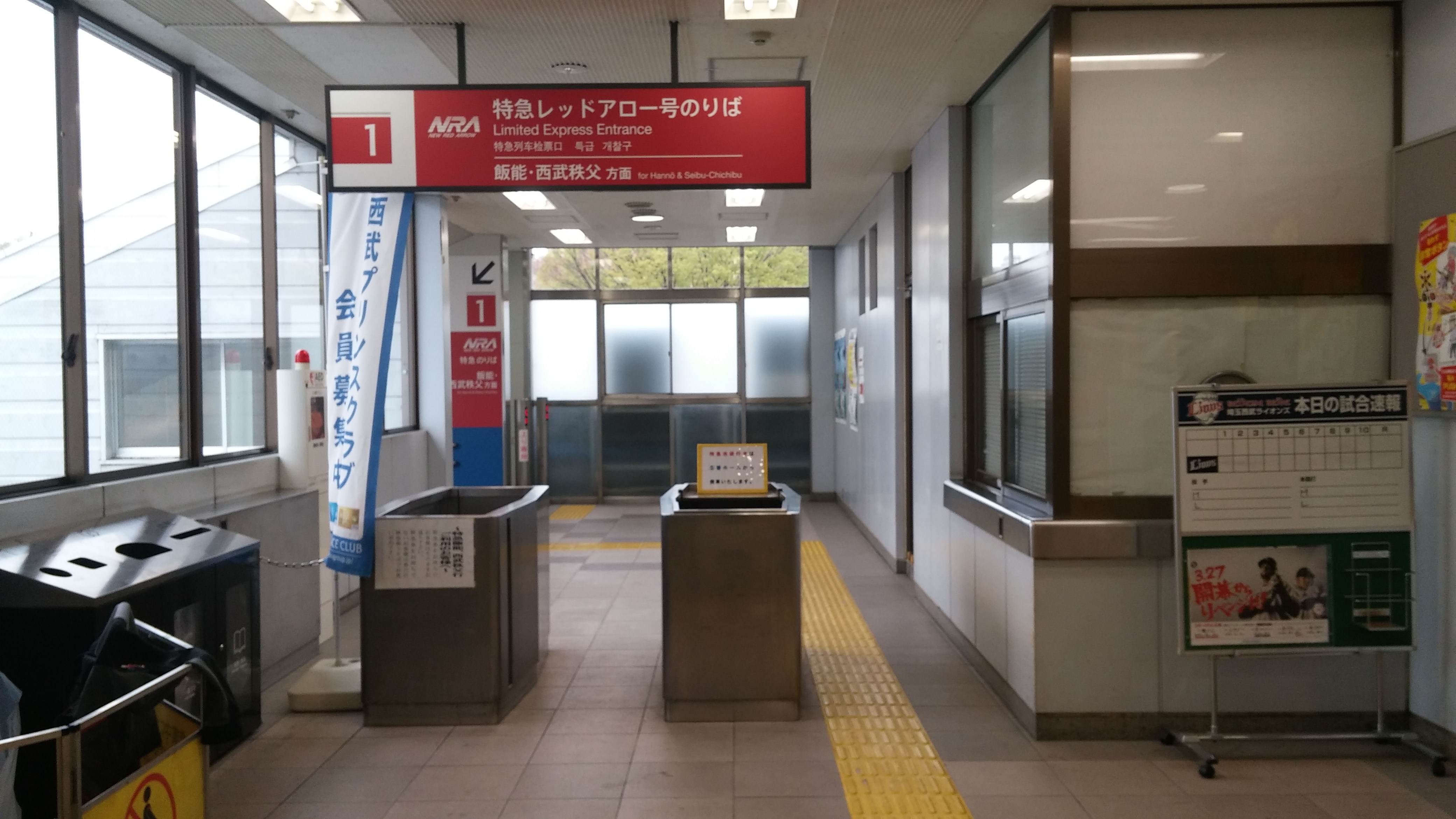
1番ホームに向かう中間改札（2015年4月）
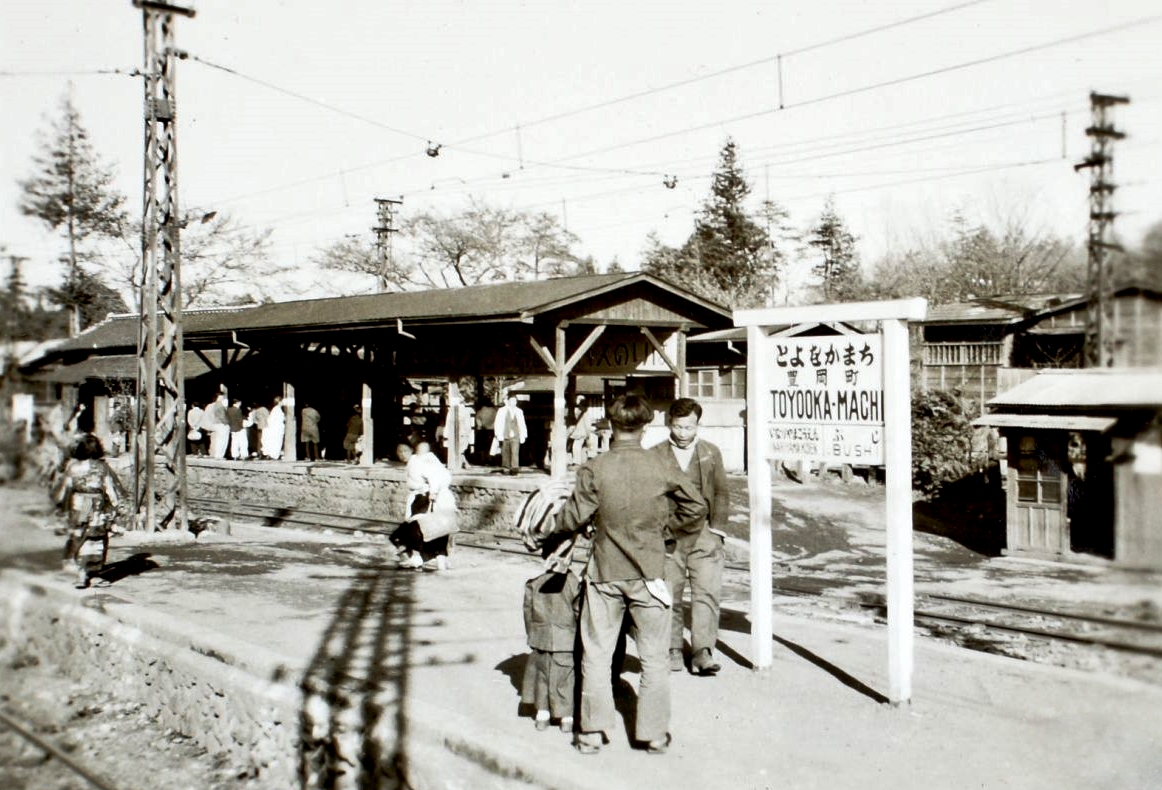
旧称の豊岡町駅として営業していた頃

## 駅構造
単式ホーム1面と島式ホーム2面4線、計3面4線を持つ地上駅で、橋上駅舎を有している。現在使用を停止している1番ホームは、2番ホームと同じ線路を共用している。
現在使用しているホームと改札階との間は、階段、エスカレーター、エレベーターにより連絡している。トイレは2階改札内にあり、多機能トイレも設置されている。このほか改札外の南口駅前広場に公衆トイレがある。
駅の前後はS字型の急カーブになっている。

### のりば
| ホーム | 路線     | 方向     | 行先                               |
| ------ | -------- | -------- | ---------------------------------- |
| 1      | 使用停止 | 使用停止 | 使用停止                           |
| 2・3   | 池袋線   | 下り     | 飯能・西武秩父方面                 |
| 4・5   | 池袋線   | 上り     | 所沢・池袋・新木場・渋谷・横浜方面 |

（出典：西武鉄道:駅構内図）
- 内側2線（3番ホームと4番ホーム）が主本線、外側2線（1・2番ホームと5番ホーム）が待避線である。
- 1番ホームは有効長が7両分の下り特急専用ホームとして使用され、出入口には中間改札が設置されていた[6]。しかし、8両編成の西武001系「Laview（ラビュー）」が運行開始された2019年3月16日のダイヤ改正以降、1番ホームは使用停止・閉鎖され、2番ホーム側で客扱いを行うように改められた。なお、上りの特急は5番ホームに停車する。
- 2016年4月16日より、発車メロディ「茶摘み」を導入している[4][5]。

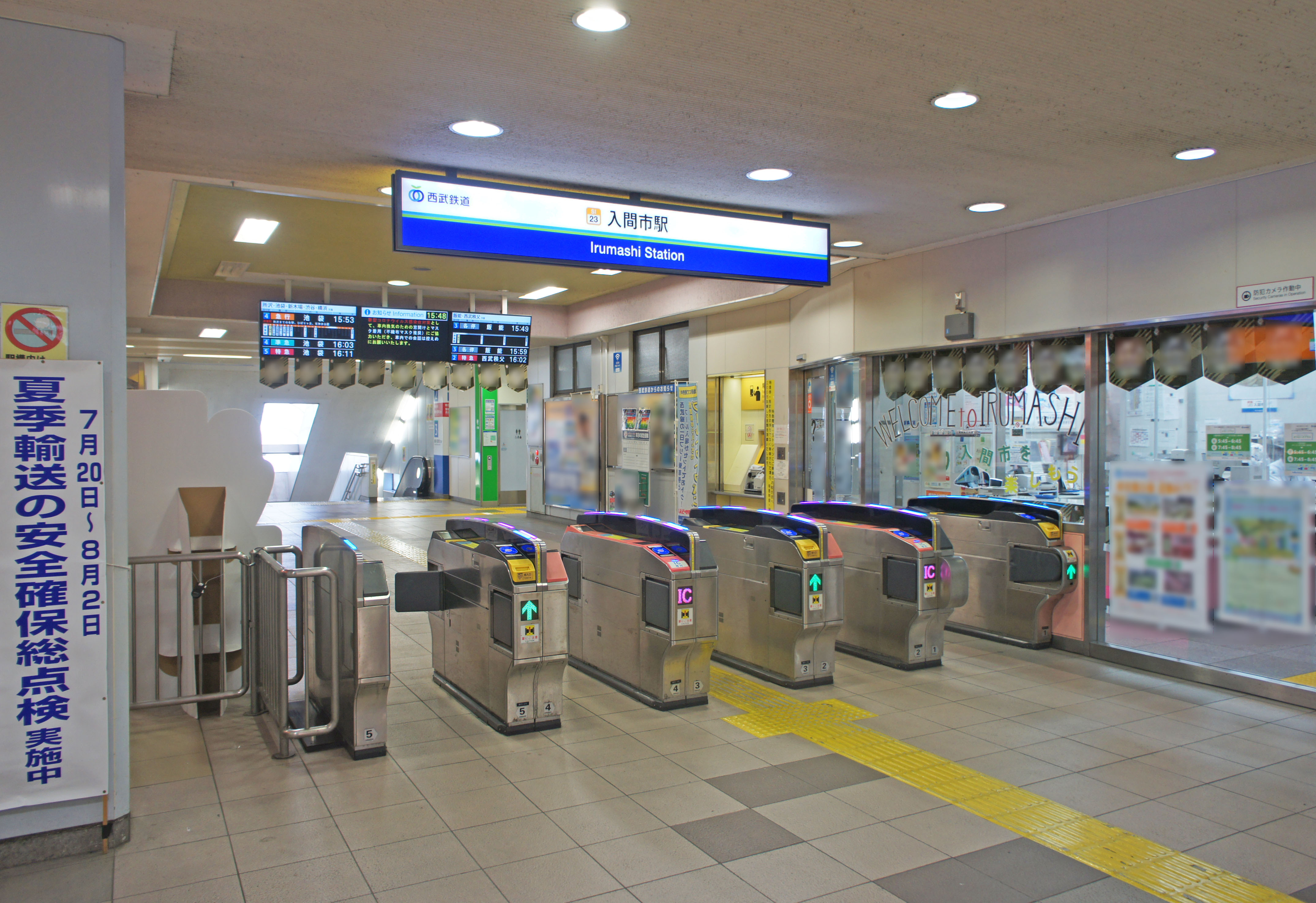
改札口（2022年7月）
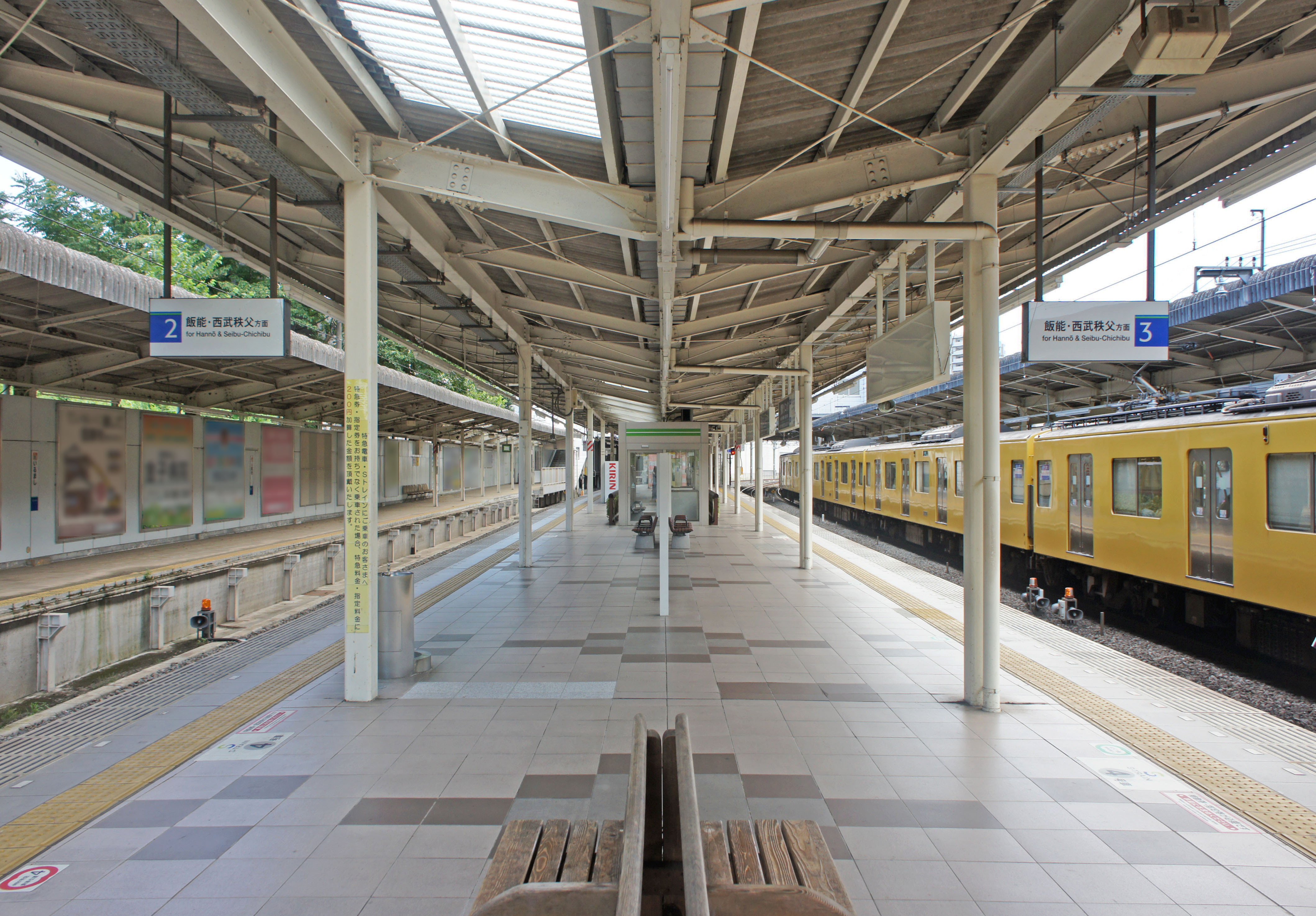
2・3番ホーム（2022年7月）
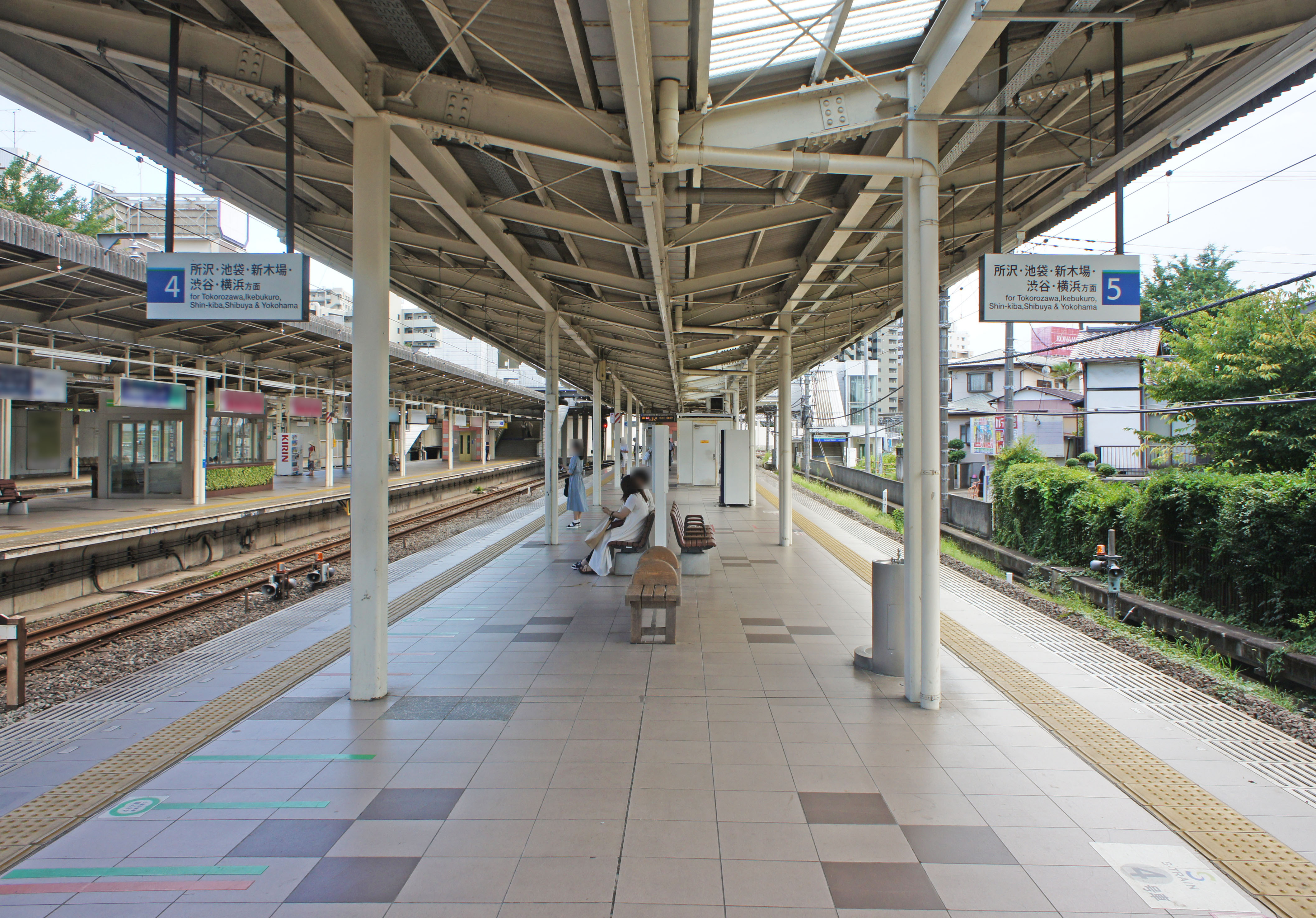
4・5番ホーム（2022年7月）

### 特徴
- かつては当駅を通過する旅客営業列車が設定されていたが、特急「ちちぶ」・「むさし」が当駅に停車し始めた以降も引き続き通過していた特急「おくちちぶ」が2003年3月12日に廃止されたため、同日以降は特急を含む全旅客営業列車が停車するようになった。また、有料座席指定列車「S-TRAIN」は土曜・休日ダイヤのみ当駅に入線し、上下列車とも停車する[7]。
- 通常、始発・終着列車は設定されていないが、毎年11月3日に開催される航空自衛隊入間基地航空祭の開催時のみ臨時の始発・終着列車が設定されている。この際構内に折り返し線が存在しないため、2番ホームに到着した当駅終着列車は仏子駅の中線まで回送の上折り返し、始発列車は5番ホームに入線する[注釈 1]。この列車はかつては仏子発着として運転されていたが、折返しが煩雑であるため、現在は入間市駅 - 仏子駅間は回送での運転に変更した。
- 急行以下の列車は、当駅で特急・快速急行・S-TRAINの待避を実施するものがある。
- 2022年ダイヤ改正より、副都心線直通列車は朝夕のみの設定となり、日中は当駅に停車しなくなった。

## 利用状況
2024年（令和6年）度の1日平均乗降人員は29,964人であり、西武鉄道全92駅中30位。
近年の1日平均乗降人員および乗車人員の推移は下記の通り。
| 年度               | 1日平均 乗降人員 | 1日平均 乗車人員 | 出典     |
| ------------------ | ---------------- | ---------------- | -------- |
| 1990年（平成02年） | 33,390           | 16,694           |          |
| 1991年（平成03年） | 33,950           | 16,991           |          |
| 1992年（平成04年） | 34,538           | 17,305           |          |
| 1993年（平成05年） | 35,746           | 17,981           |          |
| 1994年（平成06年） | 36,237           | 18,248           |          |
| 1995年（平成07年） | 36,641           | 18,397           |          |
| 1996年（平成08年） | 36,592           | 18,384           |          |
| 1997年（平成09年） | 36,132           | 18,139           |          |
| 1998年（平成10年） | 35,675           | 17,912           |          |
| 1999年（平成11年） | 35,232           | 17,696           | [ * 1 ]  |
| 2000年（平成12年） | 35,093           | 17,634           | [ * 2 ]  |
| 2001年（平成13年） | 35,311           | 17,776           | [ * 3 ]  |
| 2002年（平成14年） | 34,873           | 17,544           | [ * 4 ]  |
| 2003年（平成15年） | 34,459           | 17,347           | [ * 5 ]  |
| 2004年（平成16年） | 34,475           | 17,345           | [ * 6 ]  |
| 2005年（平成17年） | 34,359           | 17,286           | [ * 7 ]  |
| 2006年（平成18年） | 34,645           | 17,447           | [ * 8 ]  |
| 2007年（平成19年） | 34,979           | 17,574           | [ * 9 ]  |
| 2008年（平成20年） | 37,247           | 18,707           | [ * 10 ] |
| 2009年（平成21年） | 36,331           | 18,206           | [ * 11 ] |
| 2010年（平成22年） | 35,706           | 17,827           | [ * 12 ] |
| 2011年（平成23年） | 34,580           | 17,299           | [ * 13 ] |
| 2012年（平成24年） | 35,241           | 17,611           | [ * 14 ] |
| 2013年（平成25年） | 35,881           | 17,920           | [ * 15 ] |
| 2014年（平成26年） | 35,042           | 17,483           | [ * 16 ] |
| 2015年（平成27年） | 34,306           | 17,125           | [ * 17 ] |
| 2016年（平成28年） | 34,453           | 17,180           | [ * 18 ] |
| 2017年（平成29年） | 34,574           | 17,236           | [ * 19 ] |
| 2018年（平成30年） | 34,263           | 17,074           | [ * 20 ] |
| 2019年（令和元年） | 33,713           | 16,804           | [ * 21 ] |
| 2020年（令和02年） | 24,424           | 12,169           | [ * 22 ] |
| 2021年（令和03年） | 26,651           |                  |          |
| 2022年（令和04年） | 28,740           |                  |          |
| 2023年（令和05年） | 29,667           |                  |          |
| 2024年（令和06年） | 29,964           |                  |          |

2007年度までは概ね34,000人台で推移していたが、2008年度は三井アウトレットパーク 入間が開業したことなどもあり、利用者が前年度統計よりも約2千人以上増えた。2009年度以降は前年度統計より減少し、2011年度には34,000人台に戻っている。

## 駅周辺

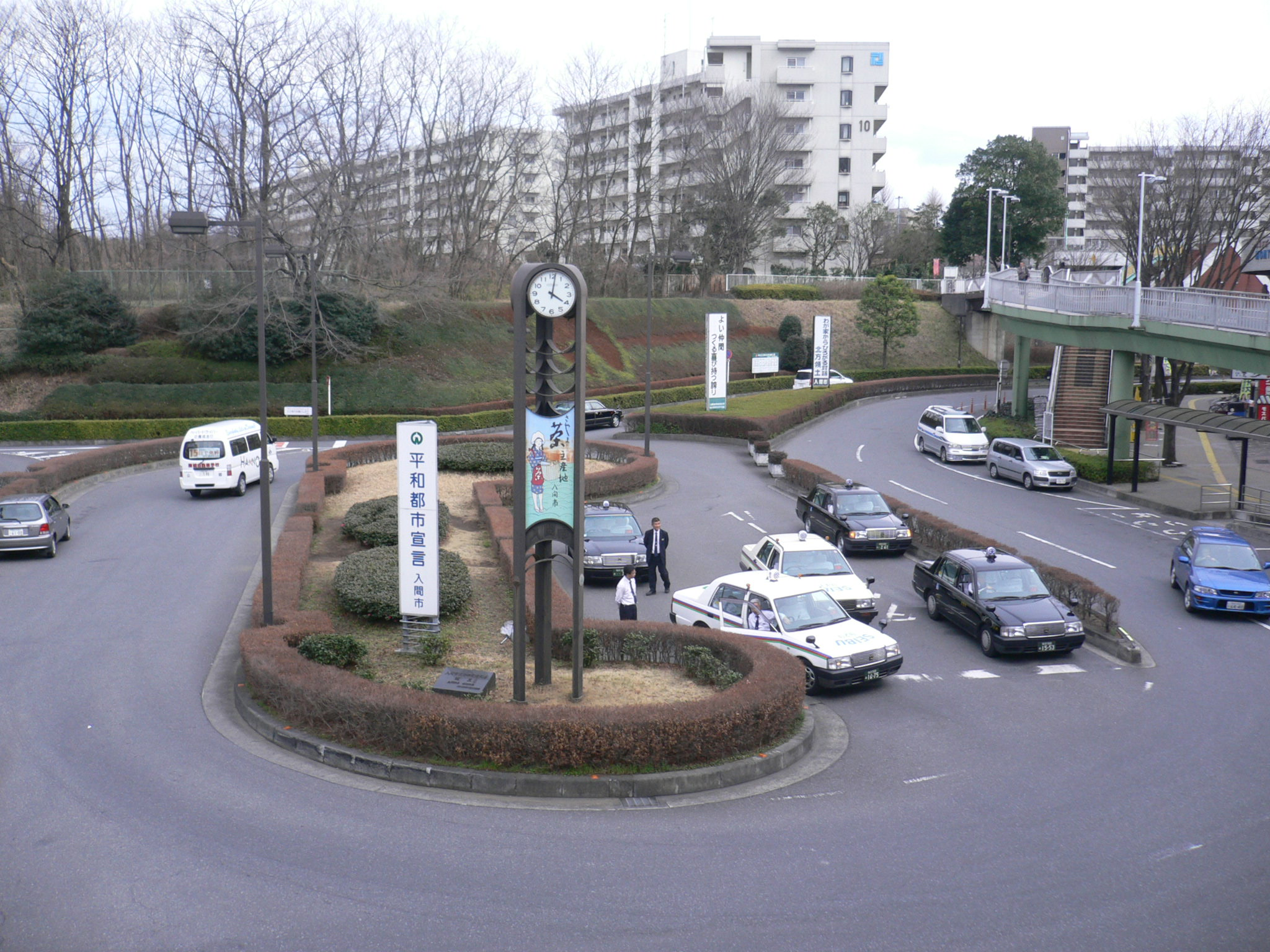
駅前広場（2006年3月）

入間市の行政・商業の中心で、市役所の最寄り駅である。
市域の中では端に位置しており、北隣の狭山市との市境付近に位置する。実際、北東に900mしか離れていない東隣の稲荷山公園駅の所在地は狭山市である。
埼玉県西部地区有数の大型店集合地域である一方、駅前から集合住宅も多数立ち並び、その結果、西武入間ペペ・丸広百貨店入間店・サイオス・映画館の入るipotなど商業施設を含むビルの群と集合住宅が混在する。
南口からは狭山市駅、河辺駅、箱根ケ崎駅、武蔵藤沢駅方面の路線バスが発着している。かつてはザ・モールみずほ16（2022年2月閉店）の無料送迎バスも発着していた。
徒歩圏には豊岡・入間向陽の2校の県立高等学校が立地している。また、私立の東野高等学校へのスクールバスが発着している（東野高校へは路線バスでもアクセス可能）。そのため、朝間は東京都心方面に向かう通勤・通学客とこれらへ通学する学生・生徒の流れの大部分が逆向きに合流し、階段や改札口が混雑する原因の一つとなっている。
コミュニティ放送局FM茶笛の最寄り駅でもある。
南口
- 入間市役所
- 入間市運動公園
  - 入間市市民体育館
- イルミン（入間市市民活動センター・入間市男女共同参画推進センター）
- 入間市産業文化センター
  - 入間市立図書館 本館
  - 入間市教育センター
- 入間市児童センター
- 入間市防災センター
- 扇町屋地区センター
- 埼玉県狭山警察署（最寄り駅は稲荷山公園駅）
- 狭山保健所（最寄駅は稲荷山公園駅）
- 航空自衛隊入間基地（最寄り駅は稲荷山公園駅）
- 入間市立豊岡小学校
- 入間市立東町小学校
- 入間市立豊岡中学校
- 入間市立東町中学校
- 埼玉県立豊岡高等学校
- 埼玉県立入間向陽高等学校
- 埼玉県立狭山経済高等学校（最寄り駅は稲荷山公園駅）
- 東京家政大学 狭山校舎（最寄り駅は稲荷山公園駅）
- ジョンソン・タウン
- 埼玉県営彩の森入間公園
- 入間郵便局
- 埼玉りそな銀行 入間支店
- 飯能信用金庫 入間支店
- 西武入間ぺぺ
  - 西武入間ぺぺ内郵便局
  - いなげや ina21
  - ABC-MART
  - カーブス
  - キャンドゥ
  - 銀座コージーコーナー
  - くまざわ書店
  - ドトールコーヒー
  - ドラッグセイムス
  - 日高屋
  - ポポラマーマ
  - マクドナルド
  - 無印良品500
- 丸広百貨店入間店
  - 武蔵野銀行 入間支店、狭山西支店（同一店舗での営業）
- ipot
  - ローソン・ユナイテッドシネマ入間
- 入間ショッピングプラザ サイオス
- ファッションセンターしまむら 入間店
- 入間第一ホテル

北口
- 旧石川組製糸西洋館
- 旧黒須銀行
- 飯能信用金庫 黒須支店
- 入間黒須郵便局
- 黒須地区センター
- 黒須地区センター高倉分館
- 入間市立黒須小学校
- 入間市立高倉小学校
- 入間市立黒須中学校

## バス路線
一般路線・コミュニティバスはいずれも西武バスが運行（ないし受託）。
| 乗り場 | 運行事業者                                                    | 系統・行先 | 備考                                                                                  |
| ------ | ------------------------------------------------------------- | --- | ------------------------------------------------------------------------------------- |
| 1      | 西武バス                                                      | 入市32・入市32-1：河辺駅北口 入市32-2：七日市場 入市33：中神 入市33-1：南峯 入市34：金子駅 | 「入市32-2」は平日の夜1本のみ                                                         |
| 2      | 西武バス                                                      | 入市40・入市40（直通）・入市40（準急）：三井アウトレットパーク 入市51・入市51（準急）：入間市博物館 入市53・入市53（準急）：二本木地蔵前 入市54・入市54（準急）：箱根ケ崎駅 入市61：入間市博物館 入市62：中村屋武蔵工場 | 「入市61」は平日・土曜朝のみ 「入市62」は朝のみ運行                                   |
| 3      | 西武バス                                                      | 狭山27：狭山市駅西口 |                                                                                       |
| 4      | 西武バス                                                      | 藤01：武蔵藤沢駅 |                                                                                       |
| 4      | 入間市内循環バス                                              | 北コース・南コース：入間市役所 北コース：入間野田モール 南コース：やまゆり荘 健康福祉センターコース：健康福祉センター                                                                                                   | 「北コース」「南コース」は日曜・年末年始運休 「健康福祉センターコース」は年末年始運休 |
| －     | 入間・豊岡第一病院行送迎バス ラウンドワン入間店行シャトルバス | 入間・豊岡第一病院行送迎バス ラウンドワン入間店行シャトルバス |                                                                                       |

## 隣の駅
西武鉄道
 池袋線
- ■特急「ちちぶ」「むさし」・□S-TRAIN停車駅

■快速急行
小手指駅 (SI19) - 入間市駅 (SI23) - 飯能駅 (SI26)
■急行・■通勤急行・■快速・■準急・■各駅停車（通勤急行は上りのみ運転）
稲荷山公園駅 (SI22) - 入間市駅 (SI23) - 仏子駅 (SI24)
- 当駅と仏子駅の間には、1917年（大正6年）から1953年（昭和28年）の間に黒須駅という貨物駅が存在していた。